# جامعة أوسلو وآكرشوس
جامعة أوسلو وآكرشوس (بالنرويجية: Høgskolen i Oslo og Akershus واختصاراً HiOA) كانت إحدى مؤسسات التعليم العالي في النرويج، قبل أن تتحول إلى جامعة أوسلو ميتروبوليتان في يناير 2018. وكان بها أكثر من 20 ألف طالب و2,100 أكاديمي وإداري، وتقدِّم برامج تعليمية في مستويات البكالوريوس والماجستير والدكتوراه في علوم الصحة والعلوم الاجتماعية  والهندسة والإنسانيات وغيرها من المجالات.
تأسست عام 2011 بعد اندماج الكلية الجامعية في أوسلو مع الكلية الجامعية في آكرشوس، وتلا ذلك انضمام بعض مراكز البحوث المستقلة إليها مثل معهد البحوث الاجتماعية ومعهد البحوث الحضرية والإقليمية والمعهد الوطني لبحوث المستهلك. يقع معظم الحرم الجامعي في وسط مدينة أوسلو، ولها بعض الفروع في مقاطعة آكرشوس.